# LMNO
LMNO (bürgerlich James Kelly, geb. 19. Mai 1974 in Long Beach, Kalifornien) ist ein US-amerikanischer Rapper. Er ist vor allem als Mitglied des kalifornischen Underground-Kollektivs The Visionaries bekannt und hat eine Vielzahl von Soloalben veröffentlicht. LMNO ist für seinen lyrisch anspruchsvollen Stil und seine Zusammenarbeit mit Produzenten wie Madlib, Kev Brown und Evidence bekannt. Der Künstlername LMNO ist ein Akronym für Leave My Name Out.

## Karriere
LMNO begann seine Karriere in den frühen 1990er Jahren und war unter anderem in der Dokumentation This is the Life über die Project-Blowed-Community in Los Angeles zu sehen. Einen ersten Gastbeitrag hatte er auf einem Sampler des Projekts Blak Forest im Jahre 1997. Zusammen mit DJ Rhettmatic, Key Kool, Dannu, 2Mex und Zen gründete er die Gruppe Visionaries, die in den späten 1990er- und frühen 2000er-Jahren zu den wichtigsten Vertretern des kalifornischen Underground-Hip-Hops zählte.
2001 veröffentlichte LMNO sein erstes Soloalbum Leave My Name Out. In den folgenden Jahren arbeitete er mit einer Vielzahl von Künstlern zusammen, darunter Madlib, Oh No, Theory Hazit, Kev Brown, DJ Babu und LD. 2010 erschien eine Box mit zehn enthaltenen Alben als limitierte Edition.

## Diskografie (Auswahl)

### Studioalben
- 2001: Leave My Name Out
- 2004: Collision (mit Mums The Word auf Smoggy Day Recordings)
- 2004: Economic Food Chain Music
- 2005: P's & Q's (Up Above Records)
- 2005: You Didn't Now You Do: The mixCD (Up Above Records)
- 2007: Workethic (Up Above Records)
- 2008: Let'eMkNOw (Up Above Records)
- 2008: Selective Hearing (mit Kev Brown auf Up Above Records)
- 2009: Devilish Dandruff With Holy Shampoo (mit Yann Kesz auf Up Above Records)
- 2010: James Kelly (Box mit 10 Alben: Disc J – Push That Work, Disc A – fOnk Garden Disc M – Next In Line, Disc E – Selective Hearing Part 2, Disc S – Determined To Fly, Disc K – Banger Management, Disc E – Tripping On This Journey, Disc L – Blessing In Disguise, Disc L – No Apologies, Disc Y – LMNO Is Dead)
- 2011: Born Again (mit Kyo Itachi auf Shinigamie Records)
- 2011: Overtime (Up Above Records)
- 2012: It All Adds Up (mit Soulution auf Soulspazm Records)
- 2013: After The Fact (Up Above Records)
- 2014: Preparanoia (Cursed Out Productions)
- 2014: Drumset Presents… LMNO (Drumset Music Works)
- 2015: 25/8 (mit Mr. Brady auf Urbnet Records)
- 2015: Bronze Age (mit Flavor Caprice)
- 2016: Motherboard (Urbnet Records)
- 2017: Cohorts (mit Twiz the Beat Pro auf Drumset Music Works)
- 2018: It All Adds Up Remixes (mit Soulution auf Soulutionmusic)
- 2020: 10:20
- 2024: Humble Is The Style (mit 2Mex)
- 2025: Three Mimes & An Elephant (mit D-Styles auf Perpetual Stew)

### Mit Visionaries
- 1998: Galleries
- 2002: Pangaea
- 2004: Sophomore Jinx
- 2006: We Are the Ones (We’ve Been Waiting For)
- 2021: V